# Sparassodonta

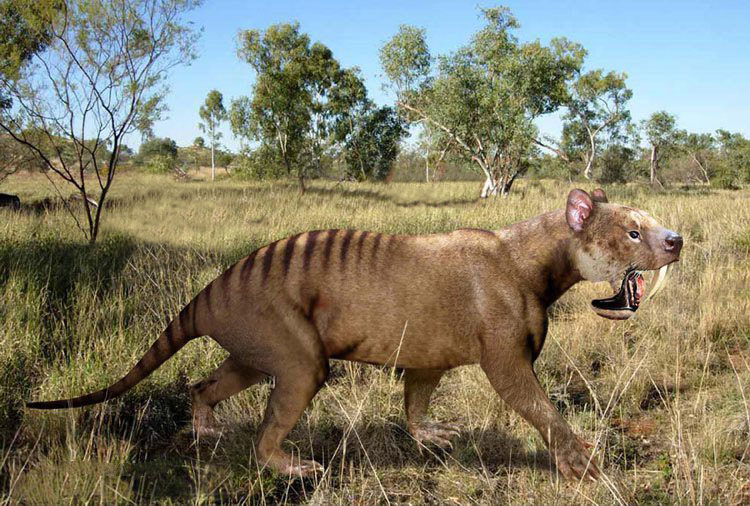
A Thylacosmilusnak és élőhelyének a rekonstrukciói

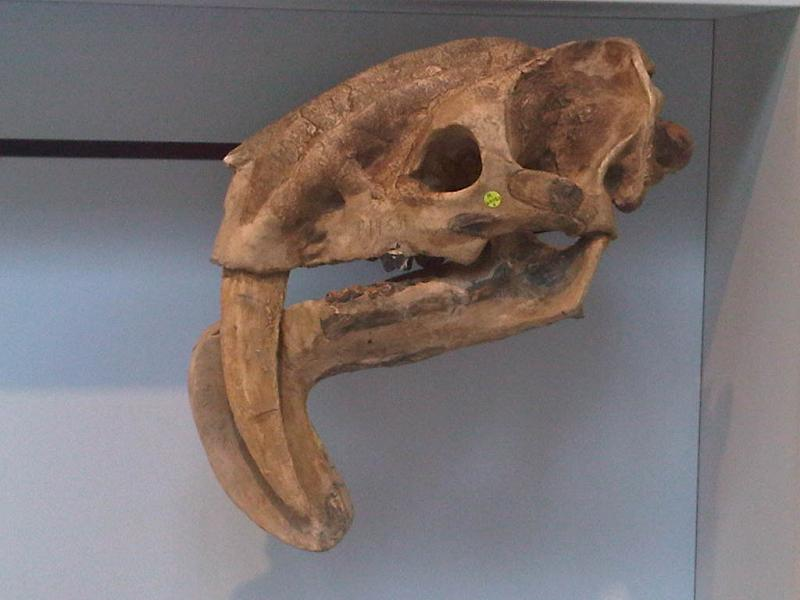
Thylacosmilus koponya

A Sparassodonta a Metatheria csoportjába tartozó fosszilis rend.
Egyes rendszerezések a Sparassodonta rendet az oposszumok (Didelphimorphia) rendjébe sorolják, mint öregcsalád. Ennek az öregcsaládnak a Borhyaenoidea nevet adták.

## Tudnivalók
E fosszilis rend tagjai Dél-Amerika területén éltek, a paleocéntől a pleisztocén korig. Korábban valódi erszényeseknek képzelték őket, de újabban testvértaxonnak tekintik. Sokuk igen hasonlított a méhlepényes, ragadozó emlősökre, de csak távoli rokonságban álltak azokkal. Ők jó példái a konvergens evolúciónak. A Sparassodonta rend tagjait először Florentino Ameghino argentínai paleontológus írta le a patagóniai Santa Cruz-rétegben talált maradványok alapján.
A Sparassodonta rend fajainak fogazata igen hasonló a méhlepényes ragadozók fogazatára. Egyes fajok konvergens evolúciót mutatnak a kardfogú macskákkal, mivel az ő szemfogaik is kinyúltak a szájukból. A méretük változatos volt, míg egyesek csak 80 centiméter hosszúak voltak, mások elérték a mai nagymacskák méretét is.

## Rendszerezés
A rendbe az alábbi családok és nemek tartoztak:
- †Borhyaenidae
  - †Acrocyon
    - †Acrocyon riggsi

  - †Angelocabrerus
  - †Argyrolestes
  - †Borhyaenidium
  - †Chasicostylus
  - †Eutemnodus – szinonimája: Apera
    - †Eutemnodus acutidens
    - †Eutemnodus americanus
    - †Eutemnodus propampina

  - †Eutemodus
  - †Nemolestes
    - †Nemolestes spalacotherinus

  - †Notictis
    - †Notictis ortizi

  - †Notocynus
  - †Parahyaenodon
  - †Patene
    - †Patene coluapiensis
    - †Patene simpsoni

  - †Pharsophorus
    - †Pharsophorus antiquus

  - †Plesiofelis
    - †Plesiofelis schlosseri

  - †Procladosictis
  - †Pseudolycopsis
  - †Pseudonotictis
  - †Pseudothylacynus
  - †Stylocynus
    - †Stylocynus paranensis
- †Borhyaeninae – alcsalád
  - †Arctodictis
  - †Borhyaena – szinonimák: Dynamictis, Conodonictis, Pseudoborhyaena
    - †Borhyaena tuberata
    - †Borhyaena macrodonta
- †Hathliacynidae – a másikféle rendszerezés szerint a Borhyaenidae család alcsaládja
  - †Cladosictis – szinonimák: Acyon, Anatherium, Hathliacynus, Agustylus, Ictioborus
    - †Cladosictis defossa – szinonimák: Acyon tricuspidatus, Agustylus bardus, Ictioborus destructor
    - †Cladosictis patagonica – szinonimák: Agustylus cynoides, Agustylus primaevus, Agustylus minus, Hathliacynus lustratus, Hathliacynus fischeri, Hathliacynus cultridens, Hathliacynus rollieri, Ictioborus fenestratus, Proviverra trouessarti, Protoproviverra ensidens, Cladosictis dissimilis, Cladosictis lateralis, Cladosictis petersoni, Amphithereutes obscurus
    - †Cladosictis lustratus – lehet, hogy a Cladosictis patagonica szinonimája

  - †Notogale
  - †Palaeocladosictis
    - †Palaeocladosictis mosei

  - †Perathereutes
    - †Perathereutes pungens

  - †Procladosictis
  - †Pseudocladosictis
  - †Sallacyon
  - †Sipalocyon – szinonimák: Thylacodictis, Amphithereutes
    - †Sipalocyon gracilis
    - †Sipalocyon pusillus
- †Prothylacinidae – a másikféle rendszerezés szerint a Borhyaenidae család alcsaládja
  - †Lycopsis
    - †Lycopsis longirostris
    - †Lycopsis torresi – szinonimája: Anatherium oxyrhynchus

  - †Prothylacynus
    - †Prothylacynus patagonicus
- †Mayulestidae
  - †Allqokirus
    - †Allqokirus australis

  - †Mayulestes
    - †Mayulestes ferox
- †Proborhyaenidae
  - †Arminiheringia – szinonimája: Dilestes
    - †Arminiheringia auceta

  - †Paraborhyaena
  - †Proborhyaena
    - †Proborhyaena gigantea
- †Thylacosmilidae
  - †Achlysictis
    - †Achlysictis acutidens
    - †Achlysictis lelongi
    - †Achlysictis propampina
    - †Achlysictis purgens

  - †Amphiproviverra
    - †Amphiproviverra manzaniana

  - †Hyaenodontops
    - †Hyaenodontops chapalmalensis

  - †Notosmilus
    - †Notosmilus pattersoni

  - †Thylacosmilus
    - †Thylacosmilus atrox
    - †Thylacosmilus lentis

### Fordítás
- Ez a szócikk részben vagy egészben  a   Sparassodonta című angol Wikipédia-szócikk fordításán alapul.  Az eredeti cikk szerkesztőit annak laptörténete sorolja fel. Ez a jelzés csupán a megfogalmazás eredetét és a szerzői jogokat jelzi, nem szolgál a cikkben szereplő információk forrásmegjelöléseként.